# Бовен (Орн)
Бовен (фр. Beauvain) насеље је и општина у северној Француској у региону Доња Нормандија, у департману Орн која припада префектури Алансон.
По подацима из 2011. године у општини је живело 275 становника, а густина насељености је износила 22,07 становника/km². Општина се простире на површини од 12,46 km². Налази се на средњој надморској висини од 282 метара (максималној 291 m, а минималној 214 m).

## Демографија
| 1962. | 1968. | 1975. | 1982. | 1990. | 1999. | 2011. |
| ----- | ----- | ----- | ----- | ----- | ----- | ----- |
| 208   | 240   | 212   | 177   | 166   | 253   | 275   |

График промене броја становника у току последњих година